# Bang Min-ah
Bang Min-ah (방민아?, 方珉娥?, Bang Min-aLR; Incheon, 13 maggio 1993) è una cantante e attrice sudcoreana, membro del gruppo musicale Girl's Day.

## Biografia
Bang Min-ah nasce a Incheon, in Corea del Sud, il 13 maggio 1993. Ha frequentato la JinSun Girls High School e attualmente frequenta la Dongduk Women's University insieme a Yura, anch'essa membro del gruppo delle Girl's Day.

## Carriera

### Girl's Day
Il 9 luglio 2010, Bang Min-ah debuttò come membro delle Girl's Day con il singolo "Tilt My Head", tratto dal primo EP del gruppo, Girl's Day Party #1. Dopo alcune modifiche nella formazione, un secondo EP dal titolo Everyday fu pubblicato il 7 luglio 2011, contenente "Twinkle Twinkle", primo brano del gruppo ad entrare nella top 10 delle classifiche musicali. Il 18 aprile 2012 uscì l'EP Everyday II, mentre l'anno successivo, rimaste in quattro dopo l'abbandono di Jihae, pubblicarono l'album discografico Expectation, ottenendo successo e popolarità con l'omonima title track, che vinse il premio 'canzone più ascoltata dell'anno' ai Gaon Chart K-pop Awards. A gennaio 2014 pubblicarono l'EP Everyday III, e a luglio dello stesso anno l'EP Summer Party. Il 15 ottobre uscì l'EP I Miss You pubblicato come smart card, diventando il primo gruppo nel mondo a pubblicare un disco di questo tipo. Una raccolta, Best Album, è uscita in Giappone il 26 novembre.

### Attività in solitaria
Nel 2010 incise due brani per le serie Argo e Jungle Fish 2. Il 4 novembre 2010 venne rivelata la sua partecipazione al primo film coreano di danza in 3D, Performer, le cui riprese iniziarono alla fine del mese. Il personaggio di Bang Min-ah è una ballerina di break dance. A gennaio 2011 entrò nel cast della serie televisiva Rollercoaster. In seguito recitò anche in altre serie, come Vampire Idol e Jugun-ui tae-yang. Nel 2013 ottenne il ruolo di protagonista nel film Holly. Dal 4 agosto 2013 al 26 gennaio 2014 ha condotto, al fianco di Hwang Kwang-hee e Lee Hyun-woo, il programma musicale Inkigayo. A febbraio 2014 collaborò con il rapper DinDin per il brano "Holding Hands".

## Discografia
Di seguito, le opere di Bang Min-ah come solista. Per le opere con le Girl's Day, si veda Discografia delle Girl's Day.

### Colonne sonore
- 2010 – Cracked the Moon (Argo)
- 2010 – Only Once (Jungle Fish 2)
- 2014 – You, I (Doctor ibang-in)
- 2014 – One Person (Wang-ui eolgul)
- 2016 – My First Kiss (Minyeo Gong Shim-i)

### Collaborazioni
- 2011 – Rapper's Breakup Part. 2 (con Defconn)
- 2013 – Stop Resisting (con i VIXX)
- 2013 – You Are A Miracle (con il 2013 SBS Gayo Daejun Friendship Project)[27]
- 2014 – Holding Hands (con DinDin)
- 2014 – Whatever (con MC Mong)

## Filmografia

### Cinema
- Performer (2011)
- Holly (홀리), regia di Park Byung-hwan (2013)
- You Can Borrow My Father (2014)

### Televisione
- Rollercoaster (롤러코스터) – serie TV (2011)
- Dong-an minyeo (동안미녀) – serie TV (2011)
- Vampire Idol (뱀파이어 아이돌) – serie TV (2011)
- Jugun-ui tae-yang (주군의 태양) – serie TV (2013)
- Boobookeulrinik saranggwa jeonjaeng sijeun 2 (부부클리닉 사랑과 전쟁 시즌 2) – serie TV (2013)
- The Dramatic (더 드라마틱) – serie TV, episodio 2 (2013)
- The Miracle – cortometraggio (2013)[28]
- The Best Future – serie web (2014)
- Minyeo Gong Shim-i (미녀 공심이) – serial TV, 20 episodi (2016)
- Delivery Man (딜리버리 맨!?) – serie TV (2023)

## Videografia
Oltre che nei videoclip delle Girl's Day, Bang Min-ah è apparsa anche nei seguenti video:
- 2010 – Pa Le Ni, videoclip degli Hit-5[29]

## Riconoscimenti
Di seguito, i premi ricevuti solo da Bang Min-ah. Per i premi ricevuti insieme alle Girl's Day, si veda Premi e riconoscimenti delle Girl's Day.
- 2013 – Gwangju International Film Festival[30][31]
  - Best Rookie Actress (Holly)
- 2014 – Seoul International Youth Film Festival[32]
  - Nomination Best Female OST (You, I)